# Holothuria forskali
Holothuria forskali е вид морска краставица от семейство Holothuriidae. Видът не е застрашен от изчезване.

## Разпространение и местообитание
Разпространен е в Албания, Алжир, Босна и Херцеговина, Великобритания, Гърция, Египет, Израел, Ирландия, Испания, Италия, Либия, Ливан, Мароко, Португалия, Сирия, Словения, Тунис, Турция, Франция, Хърватия и Черна гора.
Обитава крайбрежията на океани, морета и реки.